# 발행시장
발행시장(發行市場)은 새로 발행된 증권이 투자자들에게 판매되고, 발행인이 그로부터 수입을 얻는 시장을 의미한다. 프라이머리 마켓(primary market)으로도 불리며, 이미 발행된 증권이 거래되는 세컨더리 마켓(secondary market)과 구별된다.
발행시장에서 회사, 정부나 공공기관은 채권을 발행하여 자금을 확보할 수 있고, 또한 회사는 기업공개를 통해 새로 발행한 주식을 판매하여 자본을 모집할 수 있다. 이러한 과정은 주로 투자은행, 신디케이트 등을 통해 이루어진다. 새로 발행된 주식이 이러한 최초 구매자들에게 판매되는 것을 언더라이팅(underwriting)이라 부른다. 발행시장은 경제 내에서 자본 형성을 촉진하는 데 중대한 역할을 한다. 발행시장에서 증권은 액면가, 혹은 프리미엄 가격에 판매될 수 있다.

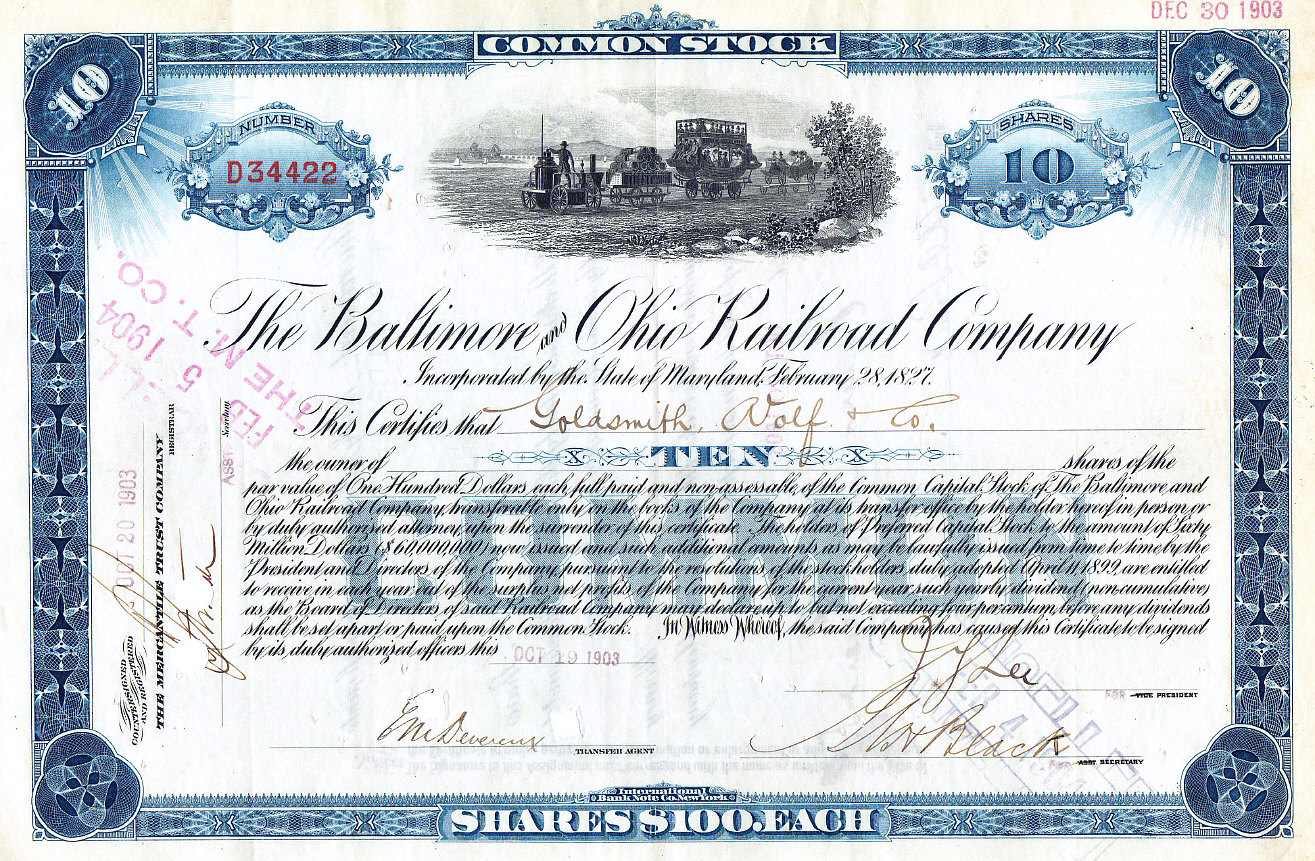
볼티모어 앤 오하이오 철도회사의 10주 주권

## 같이 보기
- 2차 시장